# Volcano (film, 1997)
Pour les articles homonymes, voir Volcano.
Ne doit pas être confondu avec Vulcano (film).
Pour plus de détails, voir Fiche technique et Distribution.
Volcano ou Volcan au Québec est un film américain réalisé par Mick Jackson, sorti en 1997.

## Synopsis
Un séisme frappe Los Angeles. Mike Roark, directeur du Bureau d'administration d'urgence de la ville de Los Angeles, tient à revenir au travail, bien qu'il ait promis à son ex-femme qu'il prendrait des vacances pendant que sa fille Kelly de treize ans lui rend visite. Son adjoint, Emmit Reese, note que le tremblement de terre n'a provoqué aucun dommage important, bien que sept ouvriers souterrains aient été brûlés à mort dans une canalisation souterraine à MacArthur Park. En dépit de l'insistance des travaux publics qu'il s'agissait juste d'un accident exceptionnel, Mike veut arrêter le métro de la ligne rouge. Le contremaître de chantiers, Stan Olber, sentant qu'il n'y a aucune menace pour les trains, ne tient pas compte de la décision de Mike. Ce dernier part alors avec Gator Harris dans les canalisations pour enquêter. C'est alors qu'ils sont presque brûlés à mort quand le gaz inonde subitement la canalisation. La géologue Amy Barnes, de CIGS, croit qu'un volcan peut se former sous la ville, mais Mike ne peut pas prendre des mesures sans preuve.
Le lendemain matin, Amy et son assistante Rachel vont au MacArthur Park enquêter dans le tunnel. Pendant qu'elles prennent des échantillons, un nouveau séisme frappe. Rachel est tuée et un train du métro de la ligne rouge (sous MacArthur Park) déraille. Près du La Brea Tar Pits, de la vapeur sort par le système d'égout, expulsant les grilles dans l'air. La fumée s'échappe des bouches d'égout, avec des bombes de lave. Mike, en se rendant au bureau d'administration d'urgence avec sa fille Kelly, s'arrête alors pour aider des pompiers éteignant des incendies.
Un volcan entre alors en éruption et de la lave coule sur Stanley Avenue, détruisant un camion de pompiers, en piégeant Kelly et en brûlant sa jambe. Mike la sauve. Réalisant qu'il doit rester pour faire son travail, mais que la situation n'est pas sûre pour Kelly, il l'envoie au centre médical Cedars-Sinai avec le Dr Jaye Calder. La lave coule en bas du Wilshire Boulevard et Fairfax Avenue (en). Dans le tunnel du métro, Stan et un équipage de sauvetage atteignent le train juste au moment où de la lave se met à couler dans le tunnel. L'équipe sauve les passagers, mais en sauvant le chauffeur de la rame, il tombe dans la lave et meurt en se sacrifiant.
Mike et Amy essaient de trouver une façon d'arrêter la lave. Ils empilent 82 blocs de béton à l'angle de Wilshire et Fairfax pour créer un cul-de-sac. Après avoir pompé de l'eau dans des piscines, ils attendent que les hélicoptères bombardiers arrivent avec les lances à incendie pour qu'ils déversent l'eau sur la lave pour former une croûte. L'opération est réussie, mais Amy se rend compte que l'écoulement principal de la lave se dirige toujours dans le métro dans le tunnel de la ligne rouge, en direction du nord. Elle calcule que l'éruption principale se produira  au Beverly Center (en), près du centre médical Cedars-Sinai, où le tunnel finit.
Ils créent alors des canaux en détruisant la rue pour détourner l'écoulement de lave vers Ballona Creek (en), qui coule dans l'océan Pacifique, mais la rue descend en pente. Mike envoie Amy pour trouver sa fille pendant qu'il a un autre plan pour stopper la lave. Il souhaite détruire un immeuble de 22 étages pour créer un barrage et forcer la lave à couler dans le ruisseau. Pourtant, quand la démolition commence, Mike aperçoit sa fille Kelly avec un petit garçon dans le parking du bâtiment et court pour la sauver. C'est alors que le bâtiment s'effondre, faisant du plan une réussite. Mike émerge alors des débris avec Kelly et l'enfant et ils décident alors de retourner chez eux, la situation étant sous contrôle. Un texte de fin note alors que le volcan, appelé Mt. Wilshire, est considéré comme actif.

## Fiche technique
- Titre original et français : Volcano
- Titre québécois : Volcan
- Réalisation : Mick Jackson
- Scénario : Jerome Armstrong et Billy Ray
- Musique : Alan Silvestri
- Photographie : Theo van de Sande
- Montage : Don Brochu (de) et Michael Tronick
- Décors : Jackson De Govia (de)
- Costumes : Kirsten Everberg
- Production : Andrew Z. Davis, Neal H. Moritz, Stokely Chaffin, Michael Fottrell, Scott Stuber (en) et Lauren Shuler Donner
- Société de production :Twentieth Century Fox, Moritz Original, Donner Productions et War Stock Pictures
- Distribution :Twentieth Century Fox
- Budget : 90 millions de dollars
- Pays de production :  États-Unis
- Langues : anglais et espagnol
- Format : couleurs - 1,85:1 - DTS / Dolby Digital / SDDS - 35 mm
- Genre : catastrophe
- Durée : 104 minutes
- Dates de sortie : 
  - États-Unis : 25 avril 1997
  - France : 27 août 1997
  - Royaume-Uni : 3 octobre 1997

## Distribution
- Tommy Lee Jones (VF : Claude Giraud) : Michael « Mike » Roark, directeur et chef de l'O.E.M.
- Anne Heche (VF : Marine Jolivet) : Amy Barnes, géologue et sismologue de l'Institut des sciences géologiques de Californie
- Gaby Hoffmann : Kelly Roark, fille de Mike
- Don Cheadle (VF : Serge Faliu) : Emmit Reese, chef adjoint de l'O.E.M.
- Jacqueline Kim (en) (VF : Nathalie Spitzer) : Dre Jaye Calder, médecin urgentologue
- John Corbett (VF : William Coryn) : Norman Calder, homme  d'affaires
- John Carroll Lynch (VF : Georges Caudron) : Stan Olber, contremaître de chantiers
- Laurie Lathem : Rachel, sismologue de l'Institut des sciences géologiques de Californie et collègue d'Amy Barnes
- Michael Rispoli (VF : Patrick Borg) : Gator Harris
- Keith David (VF : Mario Santini) : lieutenant Ed Fox
- Marcello Thedford (en) : Kevin
- Bert Kramer (en) : chef des pompiers de Los Angeles
- Bo Eason (en) : Bud McVie, le policier
- James MacDonald (VF : Philippe Peythieu) : Terry Jasper, le policier
- Dayton Callie (VF : Joseph Falcucci) : Roger Lapher, Département des eaux et de l'électricité (DWP)
- Michael Cutt : Armstrong
- Kevin Bourland (VF : Hervé Bellon) : Bob Davis
- Valente Rodriguez (en) : le conducteur du métro
- Susie Essman : Anita, la baby-sitter
- Jared Thorne / Taylor Thorne : Tommy
- Richard Schiff : Haskins
- Kerry Kilbride (VF : Bernard Lanneau) : le présentateur des nouvelles informations

## Production
La lave était principalement constituée de méthylcellulose, l'agent d'épaississement utilisé par les fast food pour leurs milk-shakes, tandis que la cendre était faite à partir de vieux journaux.

### Lieux de tournage
Le tournage s'est déroulé en Californie à Los Angeles, Torrance et dans le désert des Mojaves.

### Sortie
La mise en chantier du film par la Fox est annoncée un mois après celle de Le Pic de Dante, autre film de catastrophe volcanique d'Universal Pictures. Les deux films sont alors prévus pour sortir à une semaine d'écart en 1997, le 28 février pour Le Pic de Dante, le 7 mars pour Volcano, la primauté de la date de sortie est déterminante pour le box-office. Universal avance la date de son long métrage début février, un créneau peu habituel pour les films à gros budgets. La Fox avait déjà réservé le créneau de fin janvier pour l'édition spéciale de Star Wars IV. Volcano, pour éviter la concurrence du Pic de Dante et du Monde perdu, prévu en mai, sort le film en avril 1997,.

## Accueil

### Accueil critique
Sur l'agrégateur américain Rotten Tomatoes, le film récolte 50 % d'opinions favorables pour 46 critiques. Sur Metacritic, il obtient une note moyenne de 55⁄100 pour 22 critiques.

## Distinctions

### Nominations
- Nomination prix de la plus grande indifférence pour la vie humaine et la propriété publique, lors des Razzie Awards 1998.